# Sonate K. 122
La sonate K. 122 (F.81/L.334) en ré majeur est une œuvre pour clavier du compositeur italien Domenico Scarlatti.

## Présentation
La sonate K. 122, en ré majeur, est notée Allegro. Elle est traversée par la cellule rythmique 

utilisée de multiples fois par Scarlatti. Dans l’ouverture, une cadence à la dominante évoque la K. 33.

## Manuscrits
Le manuscrit principal est le numéro 25 du volume XV (Ms. 9771) de Venise (1749), copié pour Maria Barbara ; l' autre est Parme III 10 (Ms. A. G. 31408). Une copie figure à Londres, dans le ms. Worgan Add. ms. 31553 (no 26), à Saragosse, fos 105v-107r (no 53), et à la Morgan Library, ms. Cary 703 (no 48).

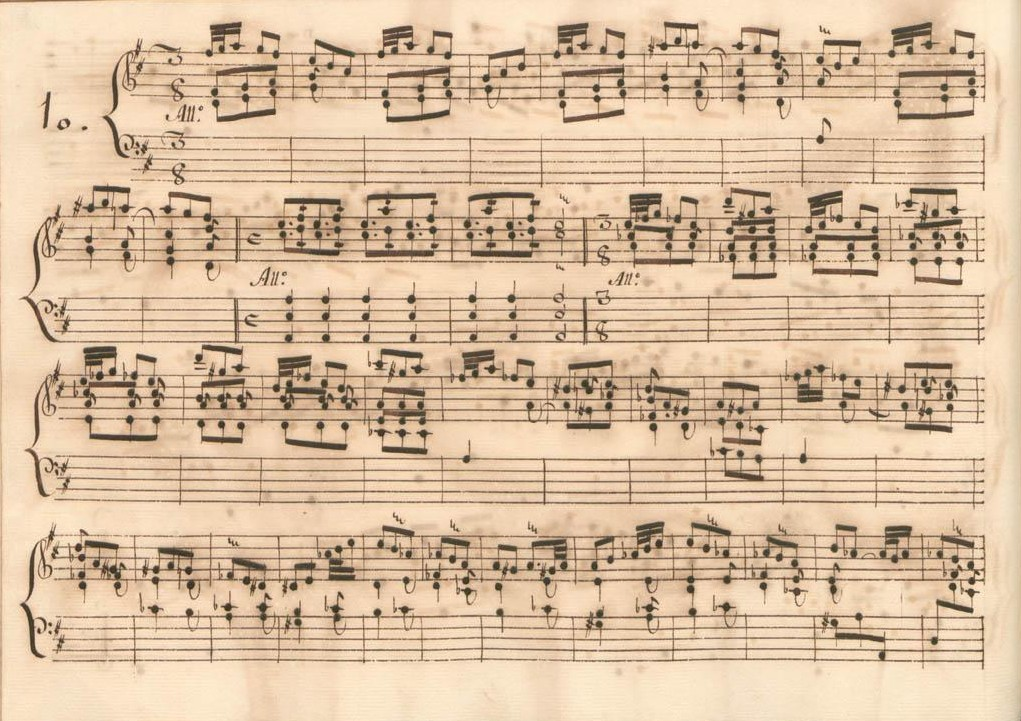
Parme III 10.
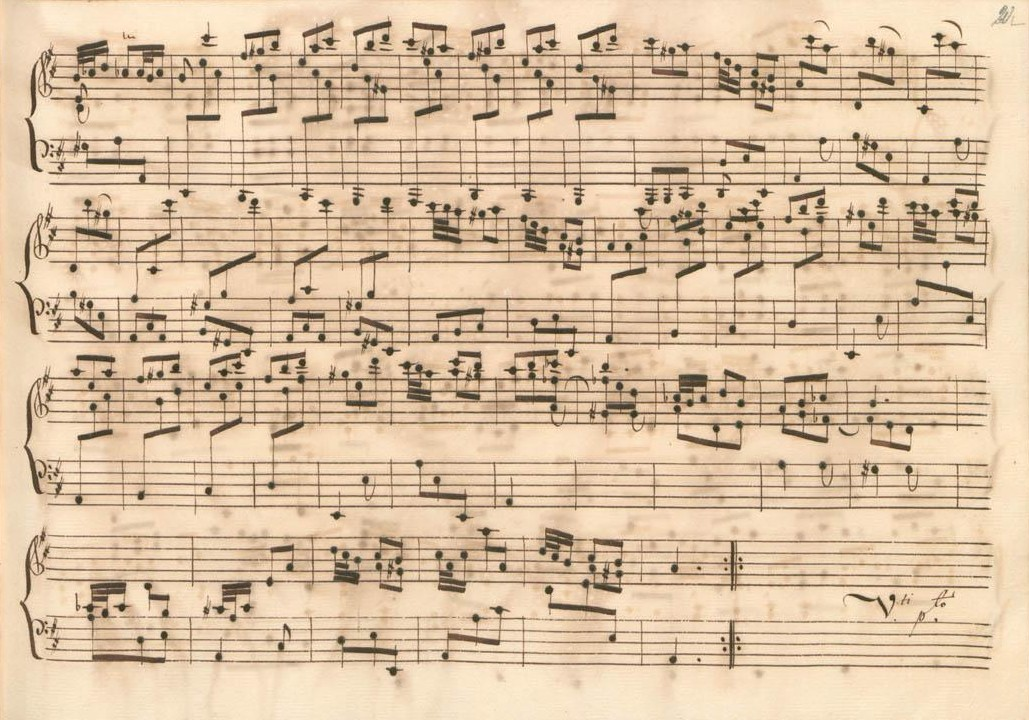
Parme III 10 (fin de la première section).
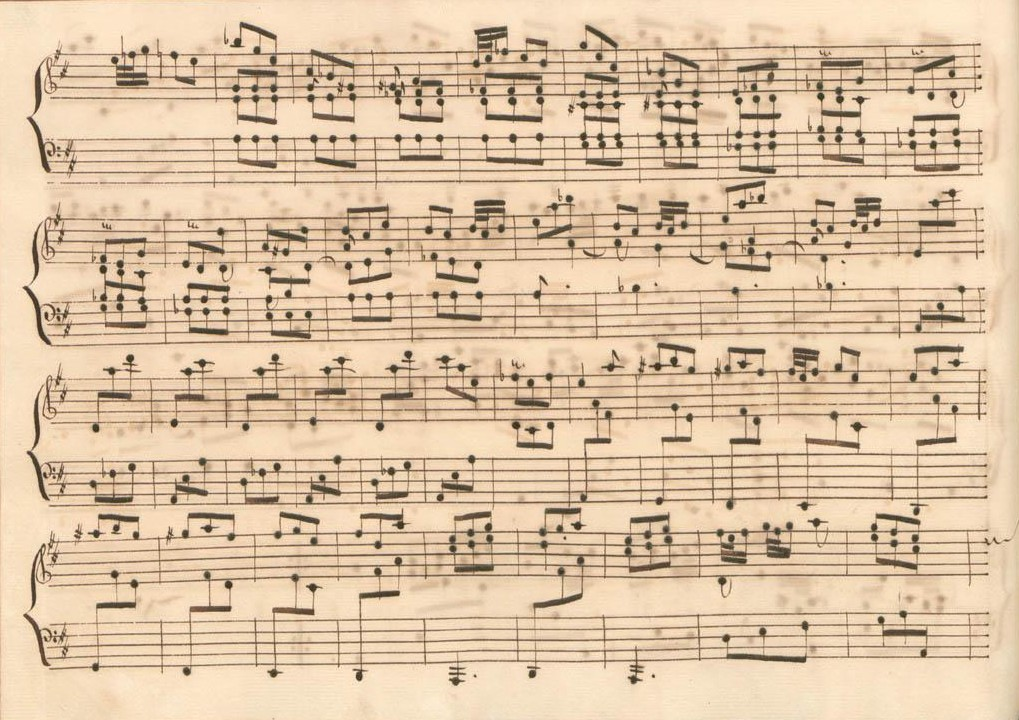
Parme III 10 (début de la seconde section).
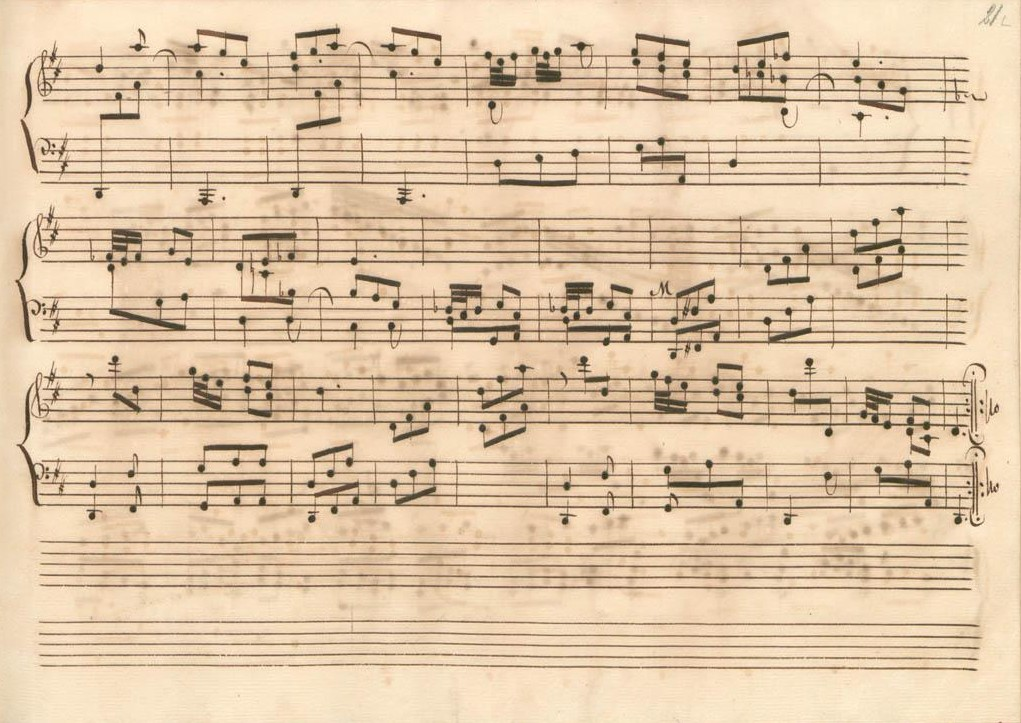
Parme III 10 (fin de la sonate).
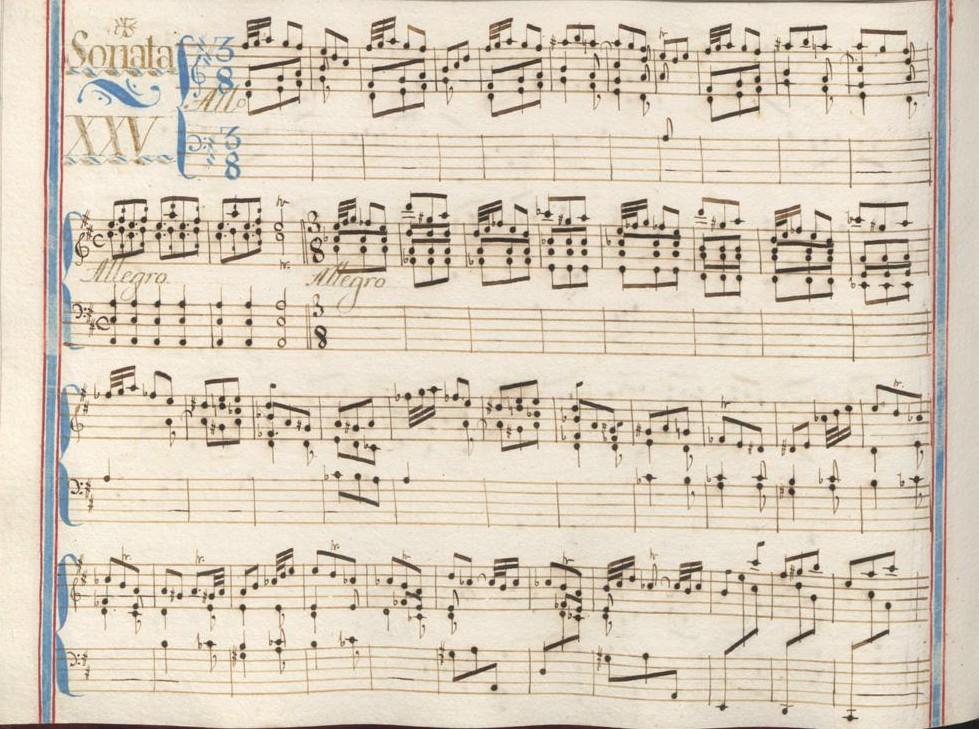
Venise XV 25.
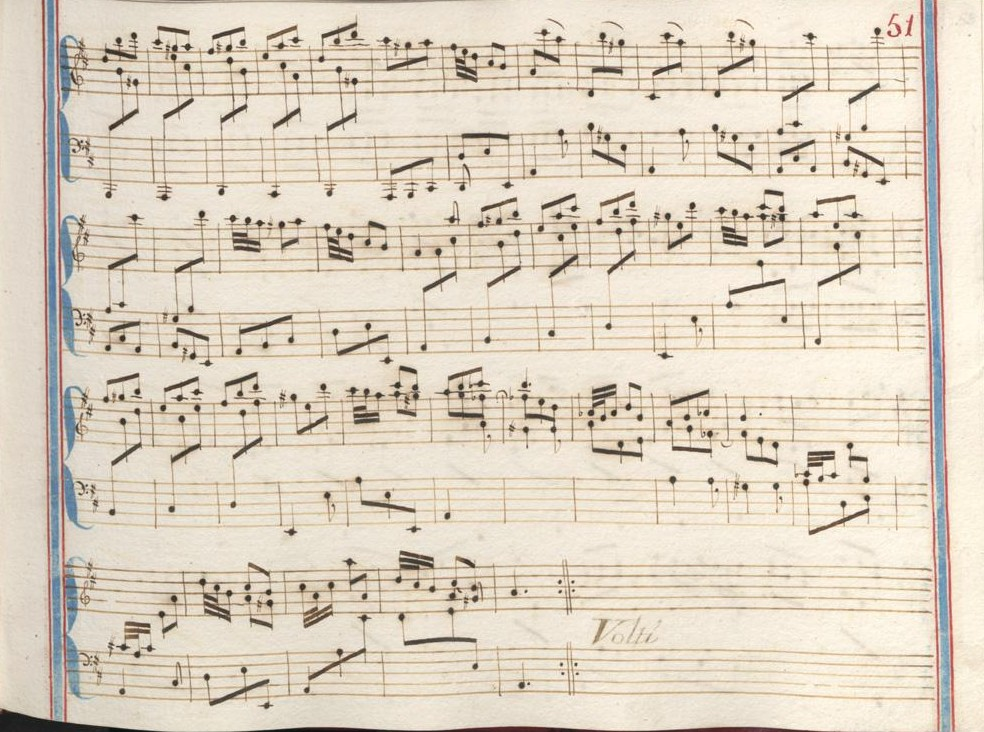
Venise XV 25 (fin de la première section).

## Interprètes
La sonate K. 122 est défendue au piano, notamment par Carlo Grante (2009, Music & Arts, vol. 2) et Christoph Ullrich (2019, Tacet, vol. 3) ; au clavecin par Scott Ross (1985, Erato), Pierre Hantaï (1992, Astrée), Richard Lester (2005, Nimbus, vol. 6), Pieter-Jan Belder (Brilliant Classics, vol. 3) et Lillian Gordis (2018, Paraty).

## Sources
: document utilisé comme source pour la rédaction de cet article.
- Ralph Kirkpatrick (trad. de l'anglais par Dennis Collins), Domenico Scarlatti, Paris, Lattès, coll. « Musique et Musiciens », 1982 (1re éd. 1953 (en)), 493 p. (ISBN 978-2-7096-0118-4, OCLC 954954205, BNF 34689181).
- Alain de Chambure, « Domenico Scarlatti : Intégrale des sonates — Scott Ross », Erato (2564-62092-2), 1985 (OCLC 891183737) .
- (es) Celestino Yáñez Navarro (thèse), Nuevas aportaciones para el estudio de las sonatas de Domenico Scarlatti. Los manuscritos del Archivo de Música de las Catedrales de Zaragoza, Université autonome de Barcelone, 2016 (lire en ligne)